# Ian Sargeant
Ian Sargeant (* 3. März 1970) ist ein ehemaliger walisischer Snookerspieler, der mit Unterbrechungen zwischen 1992 und 2004 Profispieler war.

## Karriere
1988 erreichte Sargeant das Viertelfinale der walisischen Meisterschaft sowie das Halbfinale der britischen U18-Meisterschaft. 1991 erreichte er zudem das Achtelfinale der Qualifikation der English Amateur Championship, bevor er 1992 Profispieler wurde. Schon in seiner Debütsaison gelang ihm mit einer Hauptrundenteilnahme bei den British Open ein Achtungserfolg. In den folgenden Saisons schied der Waliser aber bei den wichtigen Turnieren stets in der Qualifikation aus. Erst in der Saison 1996/97 zeigte er wieder bessere Ergebnisse und erreichte sowohl bei der UK Championship als auch bei den German Open die Hauptrunde. Obwohl er am Saisonende mit Rang 125 so hoch wie noch nie auf der Weltrangliste platziert war, verlor er die Profi-Spielberechtigung, da er durch strukturelle Änderungen nicht direkt für die nächste Saison qualifiziert war.
Sargeant wich auf die UK Tour 1997/98 aus. Auch wenn er dort keine berauschenden Ergebnisse erzielte, durfte er in der nächsten Saison auf die richtige Profitour zurückkehren. Mit Rang 114 belegte er sogleich die beste Weltranglistenplatzierung seiner Karriere. Auch wenn er bei den British Open 1999 wieder die Hauptrunde eines Ranglistenturnieres erreicht hatte, musste er die beiden nächsten Saisons wieder auf der UK Tour beziehungsweise auf deren Nachfolger, der Challenge Tour, verbringen. Über Platz 16 in der Gesamtwertung der Challenge Tour kehrte er zur Saison 2001/02 wieder auf die richtige Profitour zurück. Da aber seine Ergebnisse recht schlecht waren, verlor er seinen Profistatus nach nur einer Spielzeit wieder.
Die folgende Saison verbrachte Sargeant wieder auf der Challenge Tour. Da ihm diesmal eine Halbfinalteilnahme gelang, konnte er in der Saison 2003/04 wieder als Profispieler verbringen. Erneut reichten seine Ergebnisse aber nicht aus, um länger als eine Saison Profispieler zu verbringen. Danach spielte er noch unregelmäßig auf der Challenge Tour 2004/05, zog sich dann aber vom Snooker auf professioneller beziehungsweise semi-professioneller Ebene zurück.
Sargeant meldete sich in den 2010ern zurück. 2013 erreichte er sowohl bei der Ü40-Europameisterschaft als auch bei der Ü40-Weltmeisterschaft das Halbfinale. Auch danach nahm er noch an diesen beiden Turnieren teil, kam aber nicht mehr so weit wie 2013. Insbesondere aber spielte Sargeant auf dem walisischen Amateurzirkus. Sargeant lebte zu dieser Zeit in Bargoed. 2018 gelang ihm sein größter Erfolg als Amateur, als er das Finale der walisischen Meisterschaft erreichte. Allerdings verlor er deutlich gegen Jackson Page.
Sargeant ist ein enger Freund des dreifachen Weltmeisters Mark Williams.

## Erfolge
| Ausgang         | Jahr | Turnier                          | Finalgegner  | Ergebnis |
| --------------- | ---- | -------------------------------- | ------------ | -------- |
| Amateurturniere |      |                                  |              |          |
| Zweiter         | 2018 | Walisische Snooker-Meisterschaft | Jackson Page | 1:8      |